# Vireaux
Vireaux é uma comuna francesa na região administrativa de Borgonha-Franco-Condado, no departamento de Yonne. Estende-se por uma área de 15,3 km². Em 2010 a comuna tinha 125 habitantes (densidade: 8,2 hab./km²).